# Quentin Compson
Pour les articles homonymes, voir Compson.
Quentin Compson est un personnage de fiction créé par William Faulkner. Intelligent, plutôt introverti, il est le fils de la famille Compson.
Il apparaît dans les romans Le Bruit et la Fureur et Absalon, Absalon! et également dans la nouvelle Soleil couchant (That Evening Sun).
Certaines de ses pensées sont restituées à l'aide de la technique littéraire innovatrice du courant de conscience. Finalement, Quentin Compson se suicide.
Une plaque sur le Larz Anderson Bridge qui traverse la Charles River à Cambridge (Massachusetts) commémore la vie et la mort fictionnelles de Quentin Compson. La petite plaque, située sur le mur de brique du pont dans une niche près du Weld Boathouse, mentionne:
« Quentin Compson

Drowned in the odour of honeysuckle ».

(Noyé dans l'odeur du chèvrefeuille)
1891-1910